# Allen Robinson
Allen Bernard Robinson II (Detroit, Míchigan, 24 de agosto de 1993) más conocido como Allen Robinson, es un jugador profesional estadounidense de fútbol americano que se desempeña en la posición de wide receiver en Pittsburgh Steelers, equipo de la National Football League (NFL).

## Carrera
Fue seleccionado en la segunda ronda en la Reunión Anual de Selección de Jugadores de la NFL de 2014. Hizo su debut profesional con el equipo Jacksonville Jaguars, en el cual jugó cuatro temporadas (2014-2018), después pasó a Chicago Bears (2018-2022), posteriormente a Los Angeles Rams (2022-2023), luego a Pittsburgh Steelers, donde lleva jugando una temporada.